# Pollenia luteovillosa
Pollenia luteovillosa este o specie de muște din genul Pollenia, familia Calliphoridae, descrisă de Knut Rognes în anul 1987.
Este endemică în Morocco. Conform Catalogue of Life specia Pollenia luteovillosa nu are subspecii cunoscute.